# Puri (pain)
Pour les articles homonymes, voir Puri (homonymie).

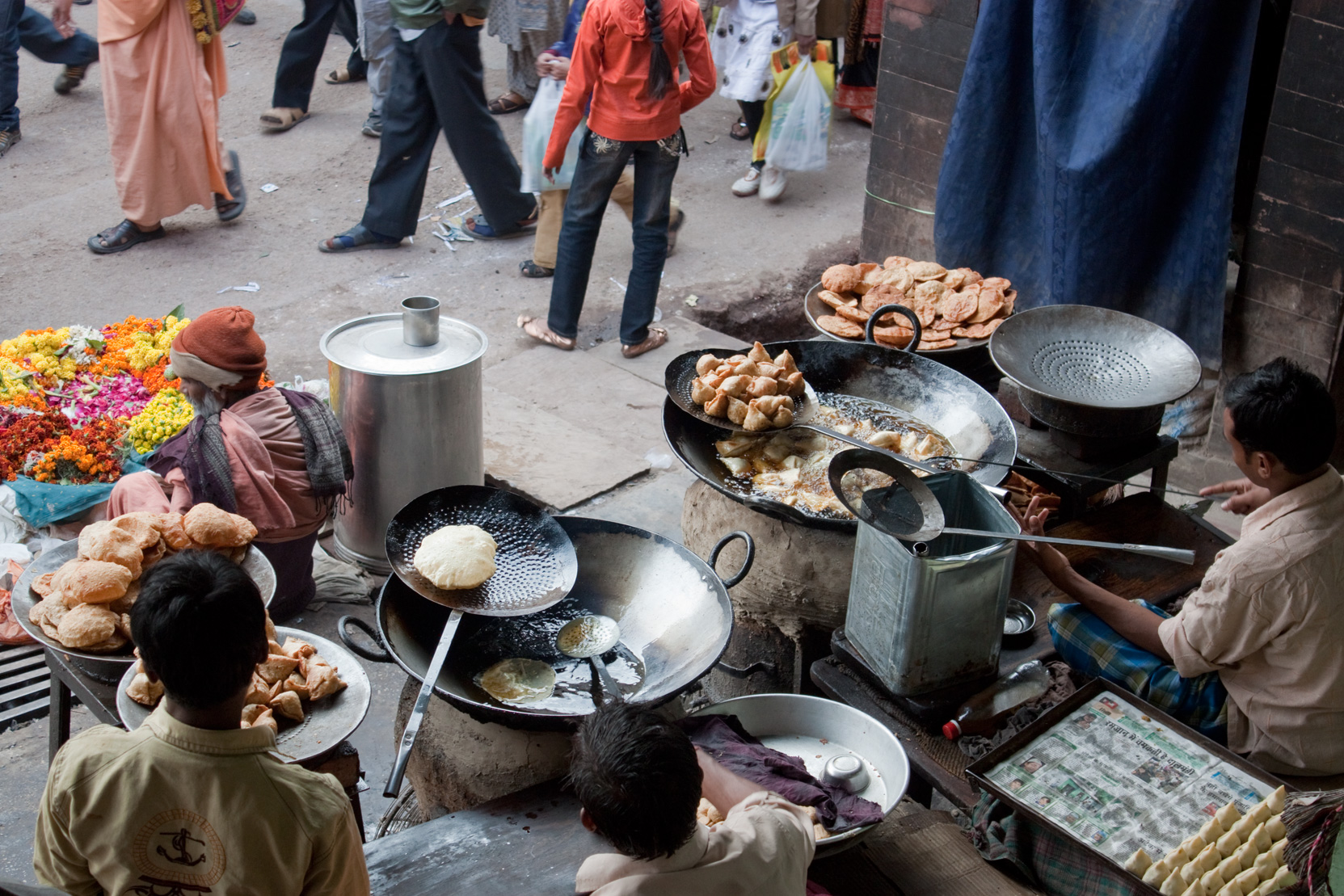
Friture de puri à Bénarès.

Le puri, poori ou boori (pendjabi : ਪੁੜੀ (pūḍī) ; télougou : పూరి (pūri) ; hindi : पूरी (pūrī) ; népalais : पूरी (puri) ; bengali : পুরি (pūrī) ; ourdou : (puri) پوری ; tamoul :  பூரி (pūri) ; malayalam : പൂരി ; kannada : ಪೂರಿ (pūri) ; oriya : ପୁରି (luchi/puri)) est un pain indien azyme, couramment consommé en Inde, au Bangladesh, au Pakistan et dans d'autres pays du sous-continent indien comme le Sri Lanka. Il est consommé au petit déjeuner, comme collation ou un repas léger.

## Préparation
Le puri est composé de farine de blé, soit de atta (farine complète), de maida (farine raffinée), ou de sooji (farine de blé grossier). Une pâte de farine et de sel est découpée en petites galettes que l'on frit dans du ghi ou de l'huile végétale. Pendant la friture, l'humidité de la pâte se transforme en vapeur, provoquant le gonflement du puri comme une balle. Quand le puri est doré, on interrompt sa friture et on le sert, soit chaud, soit plus tard, par exemple en pani puri.
La galette de puri peut être piquée avec une fourchette pour qu'elle ne gonfle pas pendant la friture et donc pour obtenir un puri plat, utilisé pour les chaat, tels que le bhel puri.

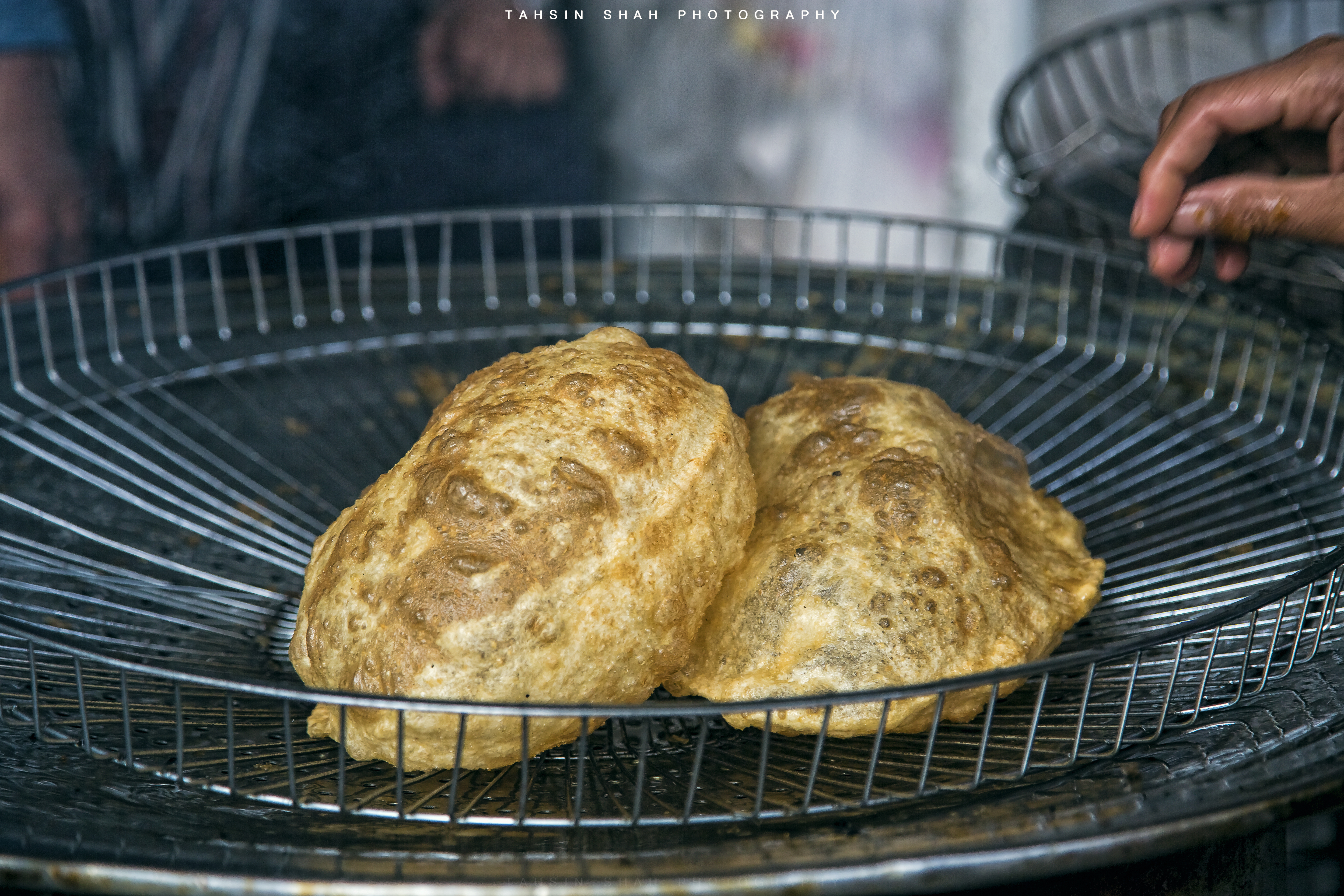
Le pain fin est frit dans l'huile et mangé avec un curry salé de pommes de terre aux pois chiches et du pudding sucré.

## Accompagnement

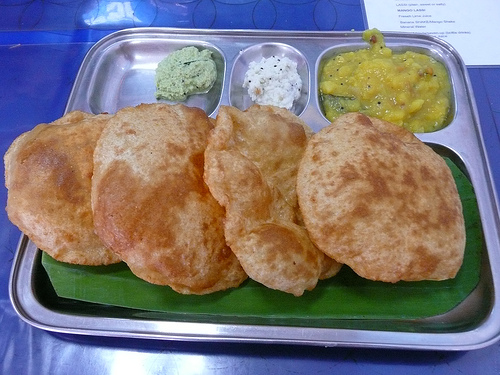
Puri indien et accompagnements.

Le puri peut se servir avec le halwa, le korma, le chana masala, le dal, avec les currys à base de pommes de terre (saagu, bhaji, bhujia), le shrikhand ou le basundi.
Dans certaines régions de l'Inde, le puri est servi en accompagnement des plats de légumes préparés pendant la puja (rite d'offrande et d'adoration) et avec du kheer.

## Variantes
Parmi les nombreuses variantes du puri, citons le bhatoora, le thunka puri, le luchi, le panipuri, le sev puri, le bhelpuri…